# Lingua tiv

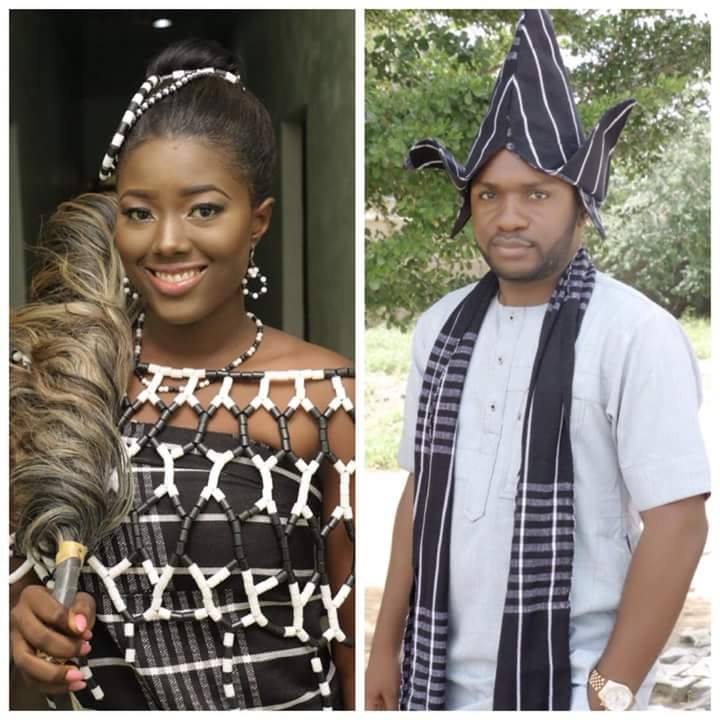
Una sposa ed uno sposo tiv nei loro abiti tradizionali

La lingua tiv è una lingua bantoide dell'Africa subsahariana; viene parlato da circa 2,2 milioni di persone (dati del 1991) stanziate nella parte orientale della Nigeria, presso il confine con il Camerun (stato di Benue); alcuni locutori risiedono invece in Camerun.
Il tiv appartiene al sottogruppo delle lingue tivoidi delle lingue bantoidi, del quale è la lingua più rilevante per numero di parlanti madrelingua; viene scritta con un alfabeto latino, sviluppato nel 1936.